# Euphrosinidae
Los eufrosínidos son una familia de anélidos poliquetos. El nombre proviene del griego Euphrosyne, que significa alegría ella era una de las tres gracias.

## Géneros
- Eufrosina (68 especies)
- Euphrosinella (3 especies)
- Euphrosinopsis (6 especies)
- Palmyreuphrosyne (2 especies)[1]